# Volta a Astúries 2015
La Volta a Astúries 2015, cinquanta-vuitena edició de la Volta a Astúries, es va disputar entre el 2 i el 3 de maig de 2015 sobre un recorregut de 319,6 km repartits entre dues etapes. La cursa formava part del calendari de l'UCI Europa Tour 2015, amb una categoria 2.1 i es va tornar a disputar després que el 2014 no es pogués disputar per problemes financers.
El vencedor final fou l'espanyol Igor Antón (Movistar Team), amb 12" d'avantatge sobre Amets Txurruka (Caja Rural-Seguros RGA), vencedor el 2013, i 25" sobre el seu company d'equip Jesús Herrada, que alhora guanyà la classificació per punts. El colombià Rodolfo Torres (Colombia) guanyà la muntanya i el Caja Rural-Seguros RGA fou el millor equip.

## Equips
L'organització convidà a prendre part en la cursa a un equip World Tour, dos equips continentals professionals i vuit equips continentals:
- equips World Tour: Movistar Team
- equips continentals professionals: Caja Rural-Seguros RGA, Colombia
- equips continentals: Burgos BH, Inteja-MMR, Louletano-Ray Just Energy, Skydive Dubai, Murias Taldea, Lokosphinx, Rádio Popular-Boavista, W52-Quinta da Lixa

## Etapes
| Etapa | Data      | Recorregut           |                         | Km    | Vencedor d'etapa    | Líder de la general | Ref.  |
| ----- | --------- | -------------------- | ----------------------- | ----- | ------------------- | ------------------- | ----- |
| 1a    | 2 de maig | Oviedo – Ḷḷena       | Etapa de mitja muntanya | 143,6 | Igor Antón (ESP)    | Igor Antón (ESP)    | [ 2 ] |
| 2a    | 3 de maig | Soto Ribera – Oviedo | Etapa de mitja muntanya | 176,0 | Jesús Herrada (ESP) | Igor Antón (ESP)    | [ 3 ] |

## Classificació final
|    | Ciclista                      | Equip                     | Temps      |
| -- | ----------------------------- | ------------------------- | ---------- |
| 1  | Igor Antón (ESP)              | Movistar Team             | 8h 51' 56" |
| 2  | Amets Txurruka (ESP)          | Caja Rural-Seguros RGA    | + 12"      |
| 3  | Jesús Herrada (ESP)           | Movistar Team             | + 25"      |
| 4  | Marcos García Fernández (ESP) | Louletano–Ray Just Energy | + 1' 11"   |
| 5  | Garikoitz Bravo (ESP)         | Murias Taldea             | + 1' 15"   |
| 6  | Evgeny Shalunov (RUS)         | Lokosphinx                | + 1' 05"   |
| 7  | Rodolfo Torres (COL)          | Colombia                  | + 1' 43"   |
| 8  | Alberto Gallego (ESP)         | Rádio Popular-Boavista    | + 1' 21"   |
| 9  | Javier Moreno (ESP)           | Movistar Team             | + 2' 48"   |
| 10 | Omar Fraile (ESP)             | Caja Rural-Seguros RGA    | + 4' 01"   |

## Evolució de les classificacions
| Etapa | Vencedor      | Classificació general | Classificació per punts | Classificació de la muntanya | Classificació de les metes volants | Classificació per equips |
| ----- | ------------- | --------------------- | ----------------------- | ---------------------------- | ---------------------------------- | ------------------------ |
| 1     | Igor Antón    | Igor Antón            | Igor Antón              | Rodolfo Torres               | Raúl Alarcón                       | Caja Rural-Seguros RGA   |
| 2     | Jesús Herrada | Igor Antón            | Jesús Herrada           | Rodolfo Torres               | Arkimedes Arguelyes                | Caja Rural-Seguros RGA   |
| Final | Final         | Igor Antón            | Jesús Herrada           | Rodolfo Torres               | Arkimedes Arguelyes                | Caja Rural-Seguros RGA   |